# Comuna Marpod, Sibiu
Marpod (în maghiară: Márpod, în germană: Marpod) este o comună în județul Sibiu, Transilvania, România, formată din satele Ilimbav și Marpod (reședința).

## Demografie
Componența etnică a comunei Marpod
     Români (88,49%)
     Germani (1,43%)
     Alte etnii (10,08%)
Componența confesională a comunei Marpod
     Ortodocși (86,46%)
     Evanghelici luterani (1,43%)
     Evanghelici (1,02%)
     Alte religii (1,02%)
     Necunoscută (10,08%)
Conform recensământului efectuat în 2021, populația comunei Marpod se ridică la 982 de locuitori, în scădere față de recensământul anterior din 2011, când fuseseră înregistrați 1.017 locuitori. Majoritatea locuitorilor sunt români (88,49%), cu o minoritate de germani (1,43%). Din punct de vedere confesional, majoritatea locuitorilor sunt ortodocși (86,46%), cu minorități de evanghelici luterani (1,43%) și evanghelici (1,02%), iar pentru 10,08% nu se cunoaște apartenența confesională.

## Politică și administrație
Comuna Marpod este administrată de un primar și un consiliu local compus din 9 consilieri. Primarul, Sebastian-Ioan Dotcoș[*], de la Partidul Social Democrat, este în funcție din 1 noiembrie 2024. Începând cu alegerile locale din 2024, consiliul local are următoarea componență pe partide politice:
|  | Partid                    | Consilieri | Componența Consiliului | Componența Consiliului | Componența Consiliului | Componența Consiliului | Componența Consiliului | Componența Consiliului |
|  | ------------------------- | ---------- | ---------------------- | ---------------------- | ---------------------- | ---------------------- | ---------------------- | ---------------------- |
|  | Partidul Social Democrat  | 6          |                        |                        |                        |                        |                        |                        |
|  | Partidul Național Liberal | 2          |                        |                        |                        |                        |                        |                        |
|  | Partidul PRO România      | 1          |                        |                        |                        |                        |                        |                        |

## Primarii comunei
- 1996[7] - 2000 - Dotcoș Alexandru, de la USD
- 2000[8] - 2004 - Dotcoș Alexandru, de la PD
- 2004[9] - 2008 - Dotcoș Sebastian-Toader, de la PD
- 2008[10] - 2012 - Dotcoș Sebastian-Toader, de la PDL
- 2012[11] - 2016 - Dotcoș Sebastian-Toader, de la PDL
- 2016[12] - 2020 - Dotcoș Sebastian-Toader, de la PNL
- 2020-2024 - Dotcoș Sebastian- Toader, de la PNL
- 2024-2028 - Dotcoș Sebastian-Ioan , de la PSD

## Personalități născute aici
- Iacob Bologa (1817 - 1888), om politic, președinte al Băncii Albina din Sibiu, președinte al ASTREI.